# آنتونیا
آنتونیا (هلندی: Antonia) یک فیلم کمدی-درام هلندی به کارگردانی مرلین گوریس است که در سال ۱۹۹۵ منتشر شد.
این فیلم را یک «افسانه زن‌سالاری» توصیف کرده‌اند و دربارهٔ زنی مستقل به نام «آنتونیا» است که پس از ورودش به روستایی بی‌نام‌ونشان در هلند، یک اجتماع کوچک زنانه ایجاد می‌کند. این فیلم که، طیفِ وسیعی از مفاهیم مختلف را - از مرگ و مذهب و تا دوستی، صمیمیت، عشق و مطرح می‌کند، در سال ۱۹۹۵ میلادی و در شصت و هشتمین دوره جوایز اسکار، برندهٔ جایزه اسکار بهترین فیلم خارجی‌زبان شد.
در برخی منابع پارسی‌زبان، نامِ این فیلم را، با عنایتِ به عنوانِ انگلیسی‌اش (Antonia's Line)، به صورت «نَسَبِ آنتونیا» و «خطِ آنتونیا» هم نوشته‌اند.